# جوزيف غالاغير
جوزيف غالاغير (بالإنجليزية: Joseph Gallagher)‏ هو كاتب غير روائي سويسري وبريطاني، ولد في 4 مايو 1964 في لندن في المملكة المتحدة.

## وصلات خارجية
- جوزيف غالاغير على موقع الاتحاد الدولي للشطرنج (الإنجليزية)
- جوزيف غالاغير على موقع مباريات الشطرنج (الإنجليزية)
- جوزيف غالاغير على موقع 365Chess.com (الإنجليزية)
- جوزيف غالاغير على موقع Chesstempo.com (الإنجليزية)
- جوزيف غالاغير سجل أولمبياد الشطرنج على موقع OlimpBase.org (الإنجليزية)